# 宝山乡 (玉龙县)
宝山乡，是中华人民共和国云南省丽江市玉龙纳西族自治县下辖的一个乡镇级行政单位。

## 行政区划
宝山乡下辖以下地区：
果乐村、宝山村、吾木村、高寒村和住古村。

## 中国传统村落
2012年，石头城村被评为首批“中国传统村落”。